# 开云站
開雲站（：／ Gaeun yeok */?）是位于韩国全罗南道顺天市西面九万里的一座鐵路站，属于全罗线。

## 历史
- 1936年12月16日 - 落成使用，车站名称是鹤九站。
- 1999年2月25日 - 全罗线复线化，车站名称改为九万站。
- 2000年1月1日 - 改为现在名称。

## 相鄰車站
韓國鐵道公社
全羅線
槐木－開雲－東雲